# Meusen
Meusen ist ein Ortsteil der Gemeinde Wechselburg im sächsischen Landkreis Mittelsachsen. Der Ort wurde am 1. Juli 1950 nach Nöbeln eingemeindet, mit dem er am 1. Januar 1994 zur Gemeinde Wechselburg kam.

## Geographie

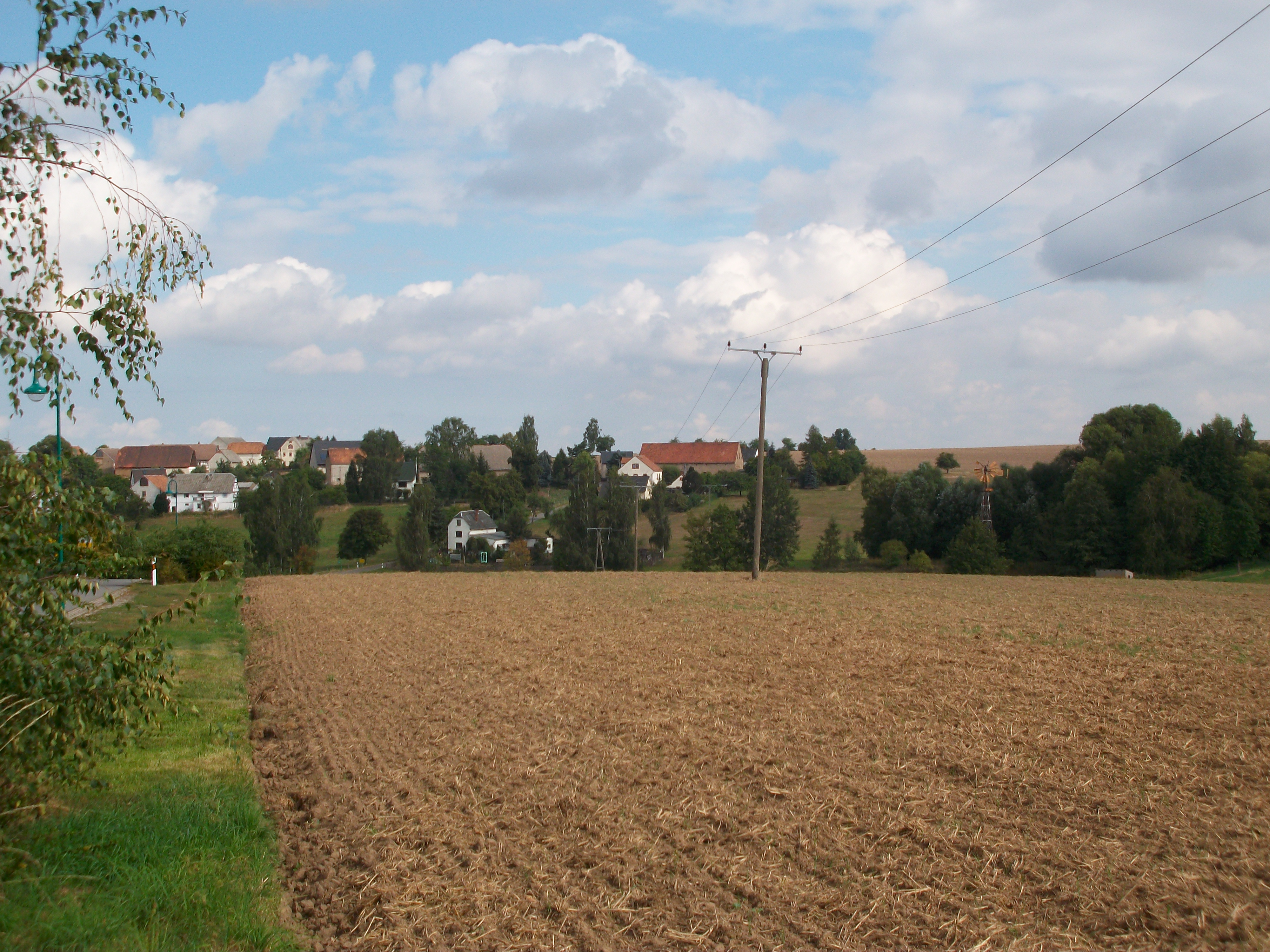
Ortsansicht von Meusen mit Windrad

### Geographische Lage und Verkehr
Meusen liegt zwischen Wechselburg im Westen und der Bundesstraße 107 im Osten. Der südlich des Orts verlaufende Silberbach entwässert in die Zwickauer Mulde. In das Tal des Silberbachs führt ein Wanderweg vom Meusener Loch.

### Nachbarorte
| Fischheim   | Steudten                                    |             |
| Wechselburg | Kompassrose, die auf Nachbargemeinden zeigt | Beedeln     |
|             | Nöbeln                                      | Göppersdorf |

## Geschichte

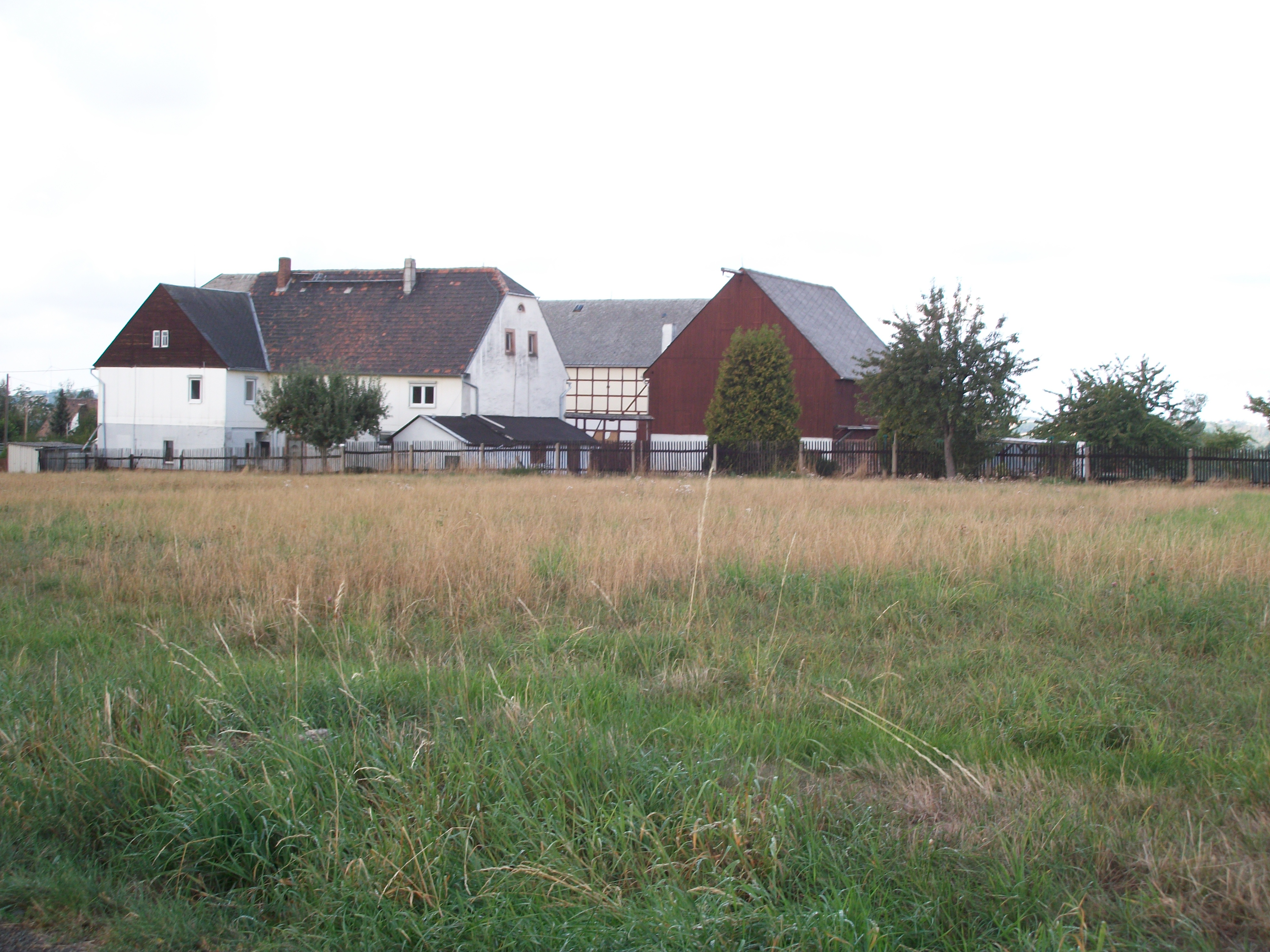
Bauernhof in Meusen

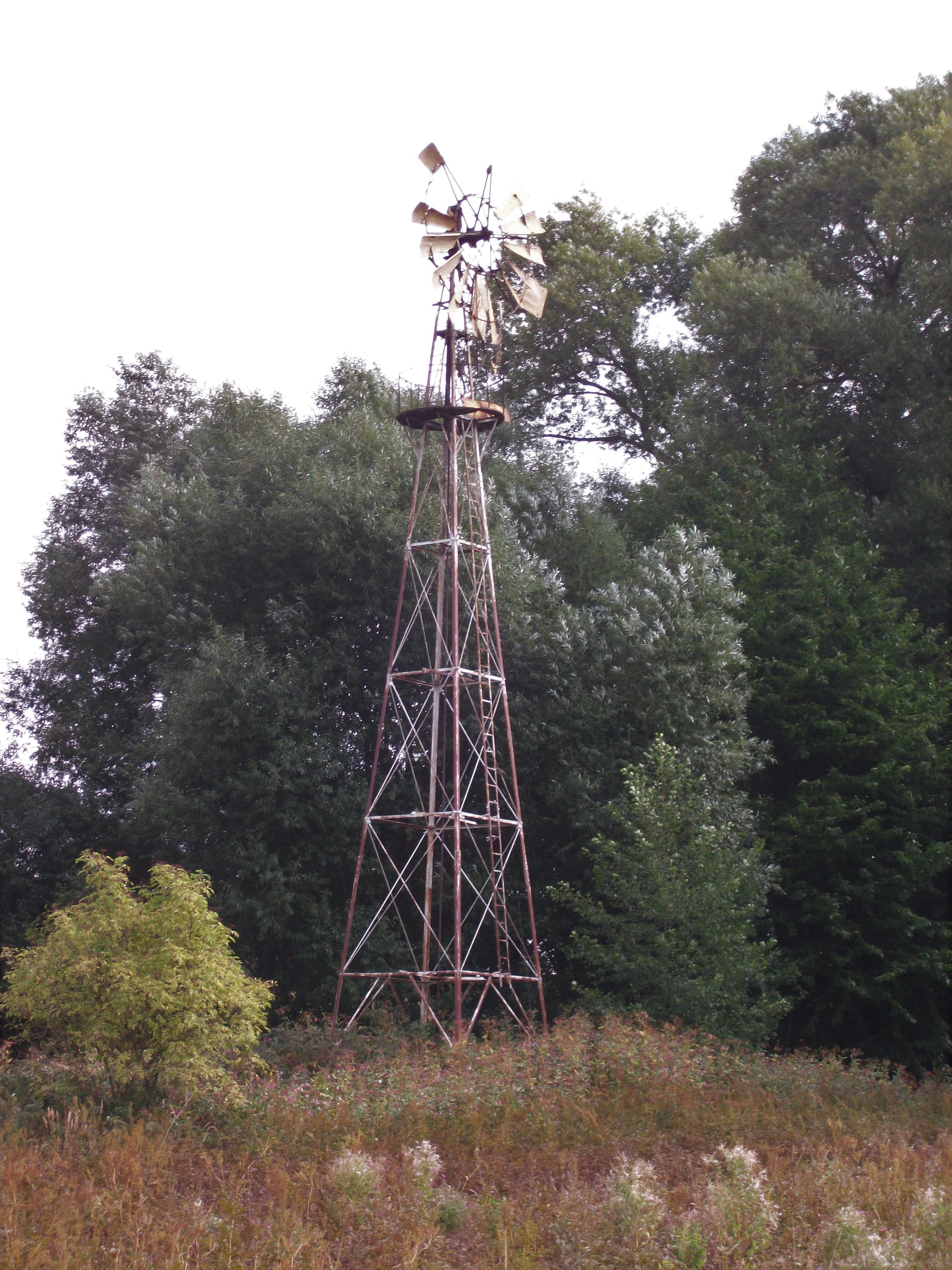
Windrad bei Meusen

Das am Rand des slawischen Kleingaus Rochlitz errichtete Runddorf Meusen wurde im Jahr 1300 als Mosin genannt. Die deutsche Bedeutung des slawischen Ortsnamens ist vermutlich Fliege oder Maus. Kirchlich ist der Ort seit jeher nach Wechselburg gepfarrt.
Obwohl Meusen als Amtsdorf bis 1856 zum kursächsischen bzw. königlich-sächsischen Amt Rochlitz gehörte, hatte es gegenüber der schönburgischen Landesherrschaft Wechselburg gewisse Verpflichtungen, da es seit 1380 im Besitz des Klosters Zschillen war, welches im Jahr 1543 säkularisiert wurde und an die Herren von Schönburg kam. So hatte Meusen das Erbrecht, die Stege zur Zwickauer Mulde zu verrichten. Auch die Erbgerichtsbarkeit über den Ort stand der Herrschaft Wechselburg zu. Bei den im 19. Jahrhundert im Königreich Sachsen durchgeführten Verwaltungsreformen wurden die Ämter aufgelöst. Dadurch kam Meusen im Jahr 1856 unter die Verwaltung des Gerichtsamts Rochlitz und 1875 an die neu gegründete Amtshauptmannschaft Rochlitz. Im Ort hat neben dem Obstanbau die Bienenzucht eine lange Tradition. Bis 1925 existierte in Meusen eine Strumpfwirkerei. Zwischen 1905 und 1995 war am Ortsrand ein Windrad in Betrieb, das Quellwasser aus artesischen Brunnen in höher liegende Gehöfte pumpte. Dieses ist heute ein technisches Denkmal.
Meusen wurde am 1. Juli 1950 nach Nöbeln eingemeindet. Durch die zweite Kreisreform in der DDR im Jahr 1952 wurde die Gemeinde Nöbeln mit ihren Ortsteilen dem Kreis Rochlitz im Bezirk Chemnitz (1953 in Bezirk Karl-Marx-Stadt umbenannt) angegliedert, der 1990 als sächsischer Landkreis Rochlitz fortgeführt wurde und 1994 im Landkreis Mittweida bzw. 2008 im Landkreis Mittelsachsen aufging. Am 1. Januar 1994 erfolgte die Eingemeindung von Nöbeln mit seinen vier Ortsteilen nach Wechselburg, wodurch Meusen seitdem ein Ortsteil von Wechselburg ist.